# 2024 au Québec
Cet article traite des événements survenus en 2024 au Québec. 

## Événements

### Janvier
- 2 janvier - L'équipe de Montréal de la Ligue professionnelle de hockey féminin dispute son premier match de son histoire contre l'équipe d'Ottawa dans cette ville[1].
- 9 janvier - Le ministre de l'Éducation, Bernard Drainville, fait connaître son plan de rattrapage scolaire de 300 millions $ destiné aux élèves et aux étudiants ayant subi la grève des enseignants du mois de décembre[2].
- 12 janvier - Le maire de la ville de Québec, Bruno Marchand, indique qu'il sera candidat, en 2025, pour briguer un deuxième mandat comme maire de cette ville[3].
- 15 janvier - Marc-André Fleury devient le deuxième gardien de but ayant le plus de victoires en carrière dans la Ligue nationale de hockey avec 552. Il bat Patrick Roy qui était au deuxième rang[4].
- 18 janvier - Le chef du Parti conservateur du Canada, Pierre Poilièvre, crée un tollé lorsqu'il insulte les maires de Québec et de Montréal, Bruno Marchand et Valérie Plante, les traitant d'incompétents. Cette attaque concerne la question de la construction de logements dans leurs villes[5].
- 20 janvier - Patrick Roy  devient le nouvel entraineur-chef des Islanders de New York dans la Ligue nationale de hockey. Il devient le cinquième entraîneur québécois présentement dans cette ligue. Il prend la relève de Lane Lambert (en) qui a été congédié par cette équipe[6].
- 26 janvier - Soupçonné d'agressions sexuelles, l'archevêque de Québec, Gérald Cyprien Lacroix, se retire temporairement de ses fonctions et nie les allégations portées contre lui[7].

### Février
- 1er février - François Legault annonce que la CAQ renonce au financement populaire et aux dons politiques. Il demande aux autres partis politiques de faire de même, ce qu'ils refusent[8].
- 2 février - La Fédération autonome de l'enseignement (FAE) entérine difficilement l'entente de principe signée avec le gouvernement Legault il y a quelques semaines[9].
- 15 février - Le gouvernement Legault signe une entente avec les Innus de Pessamit sur la Côte-Nord. La communauté autochtone recevra 45 millions $ et permettra en retour à Hydro-Québec de discuter d'augmenter la production d'électricité sur leur territoire[10].
- 20 février - Le délateur Stéphane Gagné témoin clé contre Maurice « Mom » Boucher obtient une libération conditionnelle[11].
- 21 février - Le projet de loi 31, devant mettre fin théoriquement à la crise du logement, est adopté[12].
- 22 février - La mairesse de Gatineau France Bélisle annonce sa démission, invoquant un environnement politique toxique et des menaces de mort[13].
- 23 février - Les membres du Front commun acceptent l'entente de principe signée avec le gouvernement en décembre à 74,8 %[14].
- 29 février - La Cour d'appel du Québec statue que la loi 21 sur la laïcité est valide[15].

### Mars
- 5 mars - Le Groupe Juste pour rire déclare faillite à cause d'une situation financière difficile. Le festival ainsi que plusieurs spectacles sont annulés[16].
- 12 mars - Le ministre des Finances Eric Girard rend public son budget. Le déficit record est de 11 milliards $. L'équilibre budgétaire, selon lui, n'aura pas lieu avant 2029-2030. Les recettes s'élèvent à 150,3 milliards $ mais les dépenses à 157,6 milliards $. La dette québécoise s'élève à environ 238 milliards $[17].
- 15 mars - Justin Trudeau rencontre François Legault mais refuse de lui donner les pleins pouvoirs en immigration[18]. En réponse, le chef du Parti québécois Paul St-Pierre Plamondon réitère ses appels à un référendum sur la question, semblables à ceux qu'il avait appelés quelques semaines auparavant[19],[20].
- 19 mars - Après 15 mois de négociations, la FIQ en arrive à une entente de principe avec le gouvernement[21].
- 23 mars - Les funérailles d'État de l'ancien premier ministre Brian Mulroney ont lieu à la basilique Notre-Dame de Montréal[22].

### Avril
- 5 avril - La Cour supérieure statue que le gouvernement du Québec n'aura pas à payer 717 000 $ à l'ancien premier ministre Jean Charest. Celui-ci réclamait ce montant en dommages punitifs et moraux à la suite des accusations non fondées de l'UPAC de corruption et de collusion[23].
- 8 avril - Une éclipse solaire totale passe sur le sud du Québec. Elle passe à 15 heures 26 au-dessus de Montréal[24].
- 9 avril - Le premier ministre du Québec, François Legault, déclare que le Québec pourrait tenir un référendum sur les pouvoirs en matière d'immigration si le premier ministre Justin Trudeau ne donne pas à la province plus de pouvoirs en la matière[25],[26],[27].
- 11 avril - En visite au Québec, le premier ministre français Gabriel Attal livre un discours à l'Assemblée nationale. Il parle entre autres de protection de la langue française. Sa politique envers le Québec est la même que celle de ses prédécesseurs depuis 1977: non ingérence et non indifférence[28].
- 13 avril - 61 % des membres de la FIQ rejettent l'entente de principe conclue avec le gouvernement le 19 mars[29].
- 16 avril - Le gouvernement annonce que la construction du nouveau pont de l'Île-d'Orléans coûtera 2,7 milliards $[30].
- 17 avril - Le député Eric Lefebvre quitte la CAQ et siège désormais comme député indépendant. Il a l'intention de se présenter pour le Parti conservateur du Canada lors de la prochaine élection fédérale[31].
- 25 avril - François Legault annonce la création d'un Musée national d'histoire du Québec qui sera situé au Séminaire de Québec dans le Vieux-Québec. Le coût sera de 92 millions $ et le musée devrait ouvrir dans deux ans[32].
- 28 avril - Québec fait connaître son plan de relance du français dont le coût sera de 600 millions $. L'une des mesures est d'obliger les plateformes numériques à présenter plus de contenu en français[33].
- 29 avril - 
  - La co-porte-parole de Québec solidaire, Émilise Lessard-Therrien, démissionne de son poste. Elle se dit épuisée à cause de certaines dissensions au sein de son parti[34].
  - Geneviève Biron est nommée à la tête de la nouvelle agence Santé Québec. Auparavant, elle avait travaillé dans le domaine de la santé mais dans le privé[35].

### Mai
- 1er mai - 
  - Le salaire minimum à 15.75 $. Il augmente de 50 cents[36].
  - La Cour supérieure rejette la demande d'injonction de deux étudiants concernant le démantèlement d'un campement sur les terrains de l'Université McGill. Les manifestants protestent contre les actions d'Israël dans la bande de Gaza[37].
- 7 mai - La grogne continue chez Québec solidaire. Une commission nationale du parti dénonce la place qu'occupent les femmes dans la formation politique[38].
- 8 mai - La Ville de Québec annonce officiellement que le Pavillon de la Jeunesse devient le Pavillon Guy-Lafleur en hommage pour le hockeyeur et pour honorer sa relation avec la ville de Québec[39].
- 9 mai - Le projet de loi 61 créant l'agence Mobilité Infra Québec est déposé. Le but de cette agence est de planifier et de réaliser des projets de transport collectif dans la province[40].
- 14 mai - Inauguration de la nouvelle centrale du Service de police de la Ville de Québec située dans l'arrondissement Les Rivières  ayant coûté 112 millions. Elle remplace progressivement la centrale du parc Victoria qui était en fonction depuis 1964[41].
- 15 mai - Ottawa officialise la reprise de la propriété du pont de Québec. Il s'engage à investir 40 millions par année sur 25 ans pour un total d'un milliard pour « assurer la viabilité à long terme » de cette infrastructure « essentielle et historique »[42].
- 21 mai - Le Vatican énonce que le cardinal de Québec Gérald Cyprien Lacroix est blanchi des accusations d'abus sexuel. L'enquête du Vatican est cependant incomplète, la victime présumée n'ayant pas acceptée d'y participer, préférant s'en tenir au processus civil de recours collectif en cours contre le diocèse de Québec dont 170 victimes alléguées font partie[43].
- 26 mai - Lors de son conseil national à Jonquière, Québec solidaire adopte la Déclaration de Saguenay décrivant un programme politique plus pragmatique. Le leadership de Gabriel Nadeau-Dubois en sort renforci[44].
- 31 mai - Le tueur en série, Robert Pickton, est mort à Québec après avoir été maintenu artificiellement en vie après avoir été brutalement agressé par un codétenu à l'établissement pénitentiaire de Port-Cartier deux semaines auparavant[45].

### Juin
- 1er juin - Jean-Pierre Ferland a droit à des funérailles nationales[46].
- 7 juin - François Legault annonce la création d'un comité d'experts chargé d'identifier des pouvoirs que le Québec pourrait obtenir tout en respectant la constitution[47].
- 9 juin - Tenue d'élections municipales partielles à Gatineau. Maude Marquis-Bissonnette devient la nouvelle mairesse[48].
- 12 juin - Le rapport de la Caisse de dépôt et placement recommande un plan de mobilité pour la région de Québec totalisant 15 milliards $ en 15 ans. Ce plan inclut la construction d'un tramway. La construction lien autoroutier n'est pas recommandé[49].
- 13 juin - 
  - Le gouvernement Legault annonce qu'il s'engage à construire un tramway à Québec et promet la construction d'un troisième lien entre Québec et Lévis pour des raisons économiques[50].
  - Québec conclut finalement une entente avec la Fédération des médecins omnipraticiens du Québec (FMOQ)[51].
- 14 juin - La grève, débutée le 1er mars dernier, se termine dans les bibliothèques de Québec après 106 jours. L'entente est ratifiée par un vote de 52 % des syndiqués en faveur de la quatrième offre de leur employeur, l'Institut canadien de Québec[52].
- 21 juin - L'ancien maire de Montréal, Denis Coderre, se présente comme candidat à la chefferie du Parti libéral du Québec[53].
- 23 juin - L'organisateur du défilé de la Fête du Canada à Montréal annonce son annulation[54].
- 30 juin - Cinq bateaux de pêche sont détruits par un incendie aux Îles-de-la-Madeleine[55].

### Juillet
- 3 juillet - Hydro-Québec annonce la création d'un méga-parc éolien au Saguenay-Lac-Saint-Jean. Il sera le deuxième plus important parc de ce type au monde. Le coût est estimé à 9 milliards $[56].
- 10 juillet - Le campement pro-palestinien de l'Université McGill est démantelé[57].
- 22 juillet - Gérald Cyprien Lacroix reprend ses fonctions à l'archidiocèse de Québec. Accusé d'inconduite sexuelle, il a été mis hors de cause par une enquête du Vatican, mais l'action collective qui l'implique est toujours en cours[58].
- 26 juillet - Céline Dion chante à l'inauguration des Jeux olympiques d'été de 2024 à Paris. Une première prestation en publique depuis mars 2020[59].
- 31 juillet - Sortie dans les salles de cinéma au Québec du film 1995 de Ricardo Trogi[60].

### Août
- 9 août - La tempête post-tropicale Debby occasionne des pluies importantes et plusieurs dégâts dans le sud du Québec. Des inondations et des pannes de courant sont à signaler[61].
- 16 août - Un bris d'aqueduc majeur près du pont Jacques-Cartier à Montréal a d'importantes conséquences dans le quartier: inondations, interruption de courant et circulation d'autos déviée[62],[63].

### Septembre
- 4 septembre - Le ministre de l'Économie, de l'Innovation et de l'Énergie Pierre Fitzgibbon démissionne comme député. Il quitte la vie politique. Il était l'un des membres les plus influents du gouvernement Legault[64].
- 5 septembre - Christine Fréchette succède à Pierre Fitzgibbon comme ministre de l'Économie, de l'Innovation et de l'Énergie[65].
- 7 septembre - L'équipe de hockey féminine de la Ligue professionnelle de hockey féminin de Montréal porte maintenant le nom de Victoire de Montréal[66].
- 12 septembre - 
  - En désaccord avec les actions de son gouvernement, le député de Saint-Jérôme, Youri Chassin, claque la porte de son parti et siégera désormais comme indépendant[67].
  - Le ministre Simon Jolin-Barrette dépose le projet de loi 72 réglementant les pourboires dans les commerces et les restaurants[68].
- 14 septembre - Les Capitales de Québec remportent leur troisième championnat consécutif dans la Ligue Frontière. Il s'agit de leur dixième championnat depuis la création de l'équipe en 1999[69].
- 17 septembre - La Ligue de hockey junior Maritimes Québec renomme le Trophée Frank-J.-Selke  en l'honneur de David Desharnais[70].
- 19 septembre - Pablo Rodriguez se présente à la course à la chefferie du Parti libéral du Québec. Il siège maintenant comme député indépendant en prévision des possibles prochaines élections fédérales. Jean-Yves Duclos devient le lieutenant du Québec du gouvernement Trudeau en remplacement de Pablo Rodriguez[71],[72]

### Octobre
- 1er octobre - Marwah Rizqy informe qu'elle ne se représentera pas aux prochaines élections générales et qu'elle terminera son mandat jusqu'en 2026[73].
- 2 octobre - Plusieurs organismes comprenant près de 300 artistes dénoncent les coupures gouvernementales dans la culture[74].
- 4 octobre - Un incendie criminel dans un immeuble dans le Vieux-Montréal cause la mort de deux personnes et en blesse une autre. Ces personnes auraient loué des appartements dans l'immeuble sur la plateforme Airbnb. L'édifice appartient au même propriétaire que l'Incendie du 16 mars 2023 dans le Vieux-Montréal ayant causé sept décès et neuf blessés[75].
- 7 octobre - Québec annonce la création de trois nouveaux parcs nationaux dans la province: le parc Nibiischii dans la région du lac Mistassini, le parc des Dunes-de-Tadoussac sur la Côte-Nord et le parc Côte-de-Charlevoix près de La Malbaie. Par ailleurs, cinq parcs déjà existants seront agrandis. Le coût du projet est de 922 millions $[76].
- 11 octobre - Le ministre de l'Éducation, Bernard Drainville, dépêche des accompagnateurs du ministère à l'école primaire Bedford, située dans le quartier montréalais de Côte-des-Neiges, à la suite de la publication d'un rapport faisant état de pratiques pédagogiques et disciplinaires en contravention avec la Loi sur l'instruction publique[77].
- 14 octobre - Une émeute éclate dans un centre de jeunesse à Québec. Une dizaine de jeunes s'en prennent entre autres physiquement à des agents d'intervention. La police doit utiliser du poivre de Cayenne pour les calmer[78].
- 15 octobre - Gabriel Nadeau-Dubois révèle sur ses réseaux sociaux que Ruba Ghazal, députée de Mercier , deviendra la nouvelle co-porte-parole féminine de Québec solidaire (QS) à la mi-novembre[79].
- 17 octobre - Les 80 000 membres de la Fédération interprofessionnelle de la santé du Québec (FIQ) votent à 66,3 % pour la nouvelle entente de principe signée avec le gouvernement. Ils étaient sans convention collective depuis plus de 550 jours[80].
- 23 octobre - 
  - La mairesse de Montréal, Valérie Plante informe qu'elle ne sollicitera pas un troisième mandat aux élections municipales de 2025[81].
  - Angèle Dubeau annonce sa retraite forcée et immédiate de la scène en raison d'une blessure permanente à l'index de sa main droite[82].
- 30 octobre - Michel Laplante, le Président des Capitales de Québec quitte l'organisation, après 25 ans, où il a été présent depuis les débuts en étant joueur, entraineur et président[83].

### Novembre
- 3 novembre - Les Cowboys Fringants remportent trois Félix lors du 46e Gala de l'ADISQ, dont celui de groupe de l'année. Alexandra Stréliski est l'artiste féminine de l'année. Daniel Bélanger est l'artiste masculin de l'année. Le gala était animé pour la première fois par Pierre-Yves Roy-Desmarais[84].
- 12 novembre - Le pont de Québec redevient la propriété du gouvernement fédéral[85].
- 13 novembre - Le député de Québec solidaire Haroun Bouazzi énonce des propos controversés sur le racisme qui sévirait à l'Assemblée nationale. Il refuse de s'excuser[86].
- 16 novembre - Ruba Ghazal est élue co-porte-parole de Québec solidaire par les membres de ce parti[87].
- 19 novembre - L'Assemblée nationale adopte deux motions condamnant les propos controversés du député solidaire Haroun Bouazzi[88].
- 23 novembre - L'équipe de football du Rouge et Or de l'Université Laval remporte sa douzième Coupe Vanier, de son histoire, à KIngston en Ontario. L'équipe bat les Golden Hawks de l'Université Wilfrid-Laurier par la marque de 22-17[89].
- 26 novembre - En conférence de presse, François Legault dit craindre les conséquences des menaces proférées par le président américain désigné Donald Trump qui veut imposer des tarifs douaniers de 25 % au Canada et Mexique aussitôt sa prise en fonction[90].

### Décembre
- 1er décembre - La société Santé Québec entre officiellement en fonction[91].
- 3 décembre - Le projet de loi 83, déposé à l'Assemblée nationale, oblige les nouveaux médecins à travailler 5 ans dans le domaine public avant de se lancer dans le privé[92].
- 8 décembre - Le film Vampire humaniste cherche suicidaire consentant remporte le prix du meilleur film lors du Gala Québec Cinéma. Théodore Pellerin reçoit le prix de la meilleure interprétation masculine et Ariane Castellanos celui de la meilleure interprétation féminine. Denis Villeneuve reçoit le prix Hommage[93].
- 12 décembre - Le gouvernement Legault signe une entente avec le gouvernement terre-neuvien sur Churchill Falls, annulant ainsi l'entente de 1969 signé alors entre les deux provinces. Hydro-Québec devra désormais payer plus cher pour l'électricité qui y est produite[94].
- 16 décembre - Le gouvernement annonce une entente entre la Ville de Québec, la Caisse de dépôt et placement du Québec Infra et lui pour la construction d'un tramway au coût de 7,6 milliards $. Le début de la construction se fera en 2027 avec une mise en service en 2033[95].

## Décès
Cette section contient les personnalités notables québécoises mortes en 2024 et les personnalités notables non québécoises mortes en 2024 au Québec.
- 5 janvier - Gaston Marcotte (professeur universitaire d'éducation physique)  (º 20 février 1934)
- 6 janvier - Richard Dubé (criminaliste, idéateur et coauteur de la série télévisé Indéfendable)  (º 1958)
- 8 janvier - Normand de Bellefeuille (écrivain, critique littéraire, professeur de littérature, poète) (º 31 décembre 1949)
- 12 janvier - Pierre Mailloux (psychiatre, animateur de radio, commentateur médiatique et polémiste) (º 14 janvier 1949)
- 13 janvier -
  - Bernard Descôteaux (journaliste et directeur du quotidien Le Devoir de 1999 à 2016) (º 1947)
  - Moe L'Abbé (joueur de hockey sur glace)  (º 12 août 1947)
- 17 janvier - Serge Laprade (chanteur, acteur et animateur de radio et de télévision) (º 13 janvier 1941)
- 19 janvier - Yves St-Denis (homme d'affaires et homme politique)  (º 1er décembre 1963)
- 27 janvier -
  - Robert Demontigny (chanteur) (º 27 mars 1936)
  - Ricardo López (homme politique, député fédéral) (º 13 février 1937)
- 29 janvier - René d'Antoine (Antoine René Letarte) (auteur, compositeur, membre des Bel Canto) (º 4 mai 1939)
- 6 février - Jacques Duval (critique musical et chroniqueur automobile) (º 21 juin 1934)
- 11 février - Henri Sassine (maître d'armes et entraîneur olympique d'escrime) (º 8 octobre 1940)
- 19 février - Louise Cousineau (journaliste et chroniqueuse télé) (º 1938)
- 22 février - Jean-Guy Talbot (joueur de hockey) (º 11 juillet 1932)
- 28 février -
  - Lucien Lessard (homme politique) (º 22 février 1938)
  - Werner Nold (monteur et réalisateur)  (º 19 décembre 1933)
- 29 février -
  - Paul Vachon alias Butcher Vachon (lutteur)  (º 7 octobre 1937)
  - Brian Mulroney (homme politique, premier ministre du Canada de 1984 à 1993) (º 20 mars 1939)
- 2 mars - Paul Houde (animateur radio et télé) (º 25 août 1954)
- 3 mars - Emmanuëlle (Ginette Filion) (autrice-compositrice-interprète) (º 18 octobre 1942)
- 4 mars -
  - Paryse Martin (artiste et enseignante) (º 4 mai 1959)
  - Esther Trépanier (historienne de l'art, professeur d'université et conservatrice de musée) (º 1951)
- 10 mars - Margot Lemire (écrivaine, poète et dramaturge) (º 17 décembre 1946)
- 11 mars - Louis Brien (artiste-graveur) (º 1941)
- 16 mars - Lionel Théorêt (président fondateur du Centre ÉPIC de l'Institut de cardiologie de Montréal) (º 21 juin 1927)
- 18 mars -
  - Claude Bisson (juriste et juge en chef) (º 9 mai 1931)
  - Carole-Marie Allard (avocate, auteure, journaliste et femme politique) (º 6 septembre 1949)
- 19 mars - 
  - Yves Michaud (journaliste, homme politique) (º 13 février 1930)
  - Raymond Boulanger (pilote de brousse, trafiquant de drogue) (º 1948)
- 25 mars - Dave Forbes (joueur de hockey) (º 16 novembre 1948) (mort aux États-Unis)
- 30 mars - Benoît Pelletier (avocat et homme politique) (º 10 janvier 1960)
- 31 mars - Guylaine Guy (chanteuse, actrice et artiste visuelle) (º 6 avril 1929)
- 1er avril - Dan Philips (président de la Ligue des Noirs du Québec de 1980 à 2020) (º 11 avril 1935)
- 2 avril - Thérèse Gouin Décarie (psychologue et professeure universitaire) (º 30 septembre 1923)
- 14 avril - Jacques Lussier (comédien) (º 1er mars 1960)
- 16 avril - Micheline Labelle (anthropologue et professeure d'université) (º 18 février 1940)
- 20 avril - Véronique Lévesque (animatrice de radio et chroniqueuse à la télévision de Trois-Rivières) (º 1994)
- 23 avril - Michel Lemire (agriculteur et éleveur de bovins) (º 1937)
- 26 avril - Serge Cabana (communicateur, essayiste et formateur) (º 1948)
- 27 avril - Jean-Pierre Ferland (auteur-compositeur-interprète) (º 24 juin 1934)
- 29 avril - Michel Pouliot (aviateur et homme d'affaires) (º 13 avril 1931)
- mai  - Angela Laurier (acrobate et artiste multidisciplinaire) (º 4 février 1962)
- 14 mai -
  - Mélanie Renaud (chanteuse) (º 9 septembre 1981)
  - Jacques Monet (prêtre jésuite historien et professeur) (º 26 janvier 1930)
- 15 mai
  - Yvon Picotte (enseignant et homme politique) (º 27 octobre 1941)
  - Paul-Hubert Poirier (historien et professeur) (º 2 mai 1948)
- 19 mai -
  - Caroline Dawson (autrice, sociologue et enseignante) (º 12 décembre 1979)
  - Claude Villeneuve (biologiste et professeur) (º novembre 1954)
- 25 mai - Albert S. Ruddy (producteur et scénariste) (º 28 mars 1930)
- 27 mai - Rachel Cailhier (actrice) (º 1942)
- 1er juin - Roland Lachance ou Roland de Québec (photographe artistique) (º 1932)
- 4 juin - Yves Morin (médecin cardiologue, professeur, écrivain et homme politique) (º 28 novembre 1929)
- 11 juin - Gilles A. Perron (technicien, conseiller politique et homme politique) (º 10 décembre 1940)
- 13 juin - Michelle Coudé-Lord (journaliste) (º 1956)
- 14 juin - Maurice Godin (homme politique) (º 21 octobre 1932)
- 15 juin - Érik Canuel (réalisateur, scénariste de films) (º 30 avril 1961)
- 27 juin -
  - Benoît Dagenais (comédien) (º 10 avril 1953)
  - Marc Laviolette (syndicaliste) (º 1949)
  - Serge Arcuri (compositeur) (º 10 juin 1954)
- 7 juillet - Claude Ferragne (athlète, spécialiste du saut en hauteur) (º 14 octobre 1952)
- 9 juillet -
  - Martine Beaugrand (femme politique, mairesse par intérim de Laval en 2013) (º 15 mars 1961)
  - Odette Gagnon (actrice) (º 1943)
- 16 juillet - Jacques Teasdale  (journaliste)  (º 1950)
- 17 juillet - Réjean Parent (enseignant, syndicaliste et chroniqueur) (º 22 juillet 1952)
- 31 juillet - Giuseppe Sciortino (avocat et homme politique) (º 1949)
- 6 août -
  - Sheila Golden Kussner (philanthrope, fondatrice de L'Espoir, c'est la vie)  (º 1932)
  - Gilles Léger (entraineur, directeur-gérant et dépisteur de hockey) (º 16 juillet 1941)
- 10 août - Jacques Delisle (juge et criminel)  (º 4 mai 1935)
- 13 août - Jean-Claude Lespérance (producteur télévisuel) (º 1945)
- 14 août - Denise Gagnon (actrice et enseignante)  (º 17 septembre 1936)
- 22 août - Marcel Parent (homme politique) (º 6 avril 1932)
- 26 août - Marcel Tessier (historien) (º 29 janvier 1934)
- 24 septembre - Francis Fox (avocat et homme politique) (º 2 décembre 1939)
- 27 septembre - Roger Miron (auteur-compositeur-interprète) (º 1929)
- 2 octobre - Daniel Pinard (sociologue, chroniqueur) (º 1942)
- 3 octobre - Emil Skamene (médecin et professeur d'université) (º 27 août 1941)
- 4 octobre - Laurent Lachance (linguiste, pédagogue, auteur et créateur) (º 16 mars 1931)
- 5 octobre - Antoine Ayoub (économiste et professeur d'université) (º 11 mai 1936)
- 6 octobre - Gilles Devault (poète, dramaturge et peintre) (º 21 avril 1948)
- 10 octobre - Don Marshall (joueur de hockey) (º 23 mars 1932)
- 12 octobre - Léo-Guy Morissette (propriétaire, administrateur et directeur-gérant d'équipes de hockey) (º 1945)
- 20 octobre - Solange Chalvin (journaliste, administratrice, rédactrice et auteure) (º 20 mars 1932)
- 27 octobre - Andrée D'Amour (astrologue) (º 1936)
- 29 octobre - John Little (peintre) (º 20 février 1928)
- 1er novembre - Marcel Bédard (homme politique) (º 15 avril 1940)
- 3 novembre - Herby Moreau (journaliste et animateur) (º 19 juillet 1968)
- 5 novembre - Lucien Francoeur (auteur, écrivain, musicien, poète, enseignant)  (º 9 septembre 1948)
- 27 novembre - Jean-Sébastien Larouche (poète, slameur, éditeur) (º 2 février 1973)
- 29 novembre - Edgar Fruitier (comédien, animateur, mélomane) (º 8 mai 1930)
- 2 décembre - Louise Cotnoir (poète, dramaturge et nouvelliste) (º 6 décembre 1948)
- 9 décembre - Gérard-Raymond Morin (homme politique) (º 27 janvier 1940)
- 10 décembre - Madeleine Arbour (peintre, dessinatrice, designer) (º 3 mars 1923)
- 15 décembre - 
  - Frank Furtado (gérant d'artistes, promoteur, producteur de spectacles, viticulteur) (º 1944)
  - Monique Vézina (femme politique) (º 13 juillet 1935)
- 27 décembre- Dayle Haddon (mannequin et actrice) (º 26 mai 1948)

#### Articles généraux
- Chronologie de l'histoire du Québec (1982 à aujourd'hui)

#### L'année 2024 dans le reste du monde
- L'année 2024 dans le monde
- 2024 par pays en Amérique, 2024 au Canada, 2024 aux États-Unis
- 2024 en Europe, 2024 dans l'Union européenne, 2024 en Belgique, 2024 en France, 2024 en Italie, 2023 en Suisse
- 2024 en Afrique • 2024 par pays en Asie • 2024 en Océanie
- 2024 aux Nations unies
- Décès en 2024